# Timana fulvescens
Timana fulvescens är en fjärilsart som beskrevs av Louis Beethoven Prout 1916. Timana fulvescens ingår i släktet Timana och familjen mätare. Inga underarter finns listade i Catalogue of Life.